# 創氏改名
創氏改名（そうしかいめい、朝: 창씨개명）は、日本統治時代の朝鮮における統治機関である朝鮮総督府が、1939年（昭和14年）制令十九号（創氏）および二十号（改名）で、「本籍地を朝鮮に有する日本臣民」（以下は朝鮮人と略）に対し、戸籍に「姓」と「本貫」を残したまま、新たに世帯の「氏」も創設させ、また希望者には有料で「名」を改めることを認めた政策。

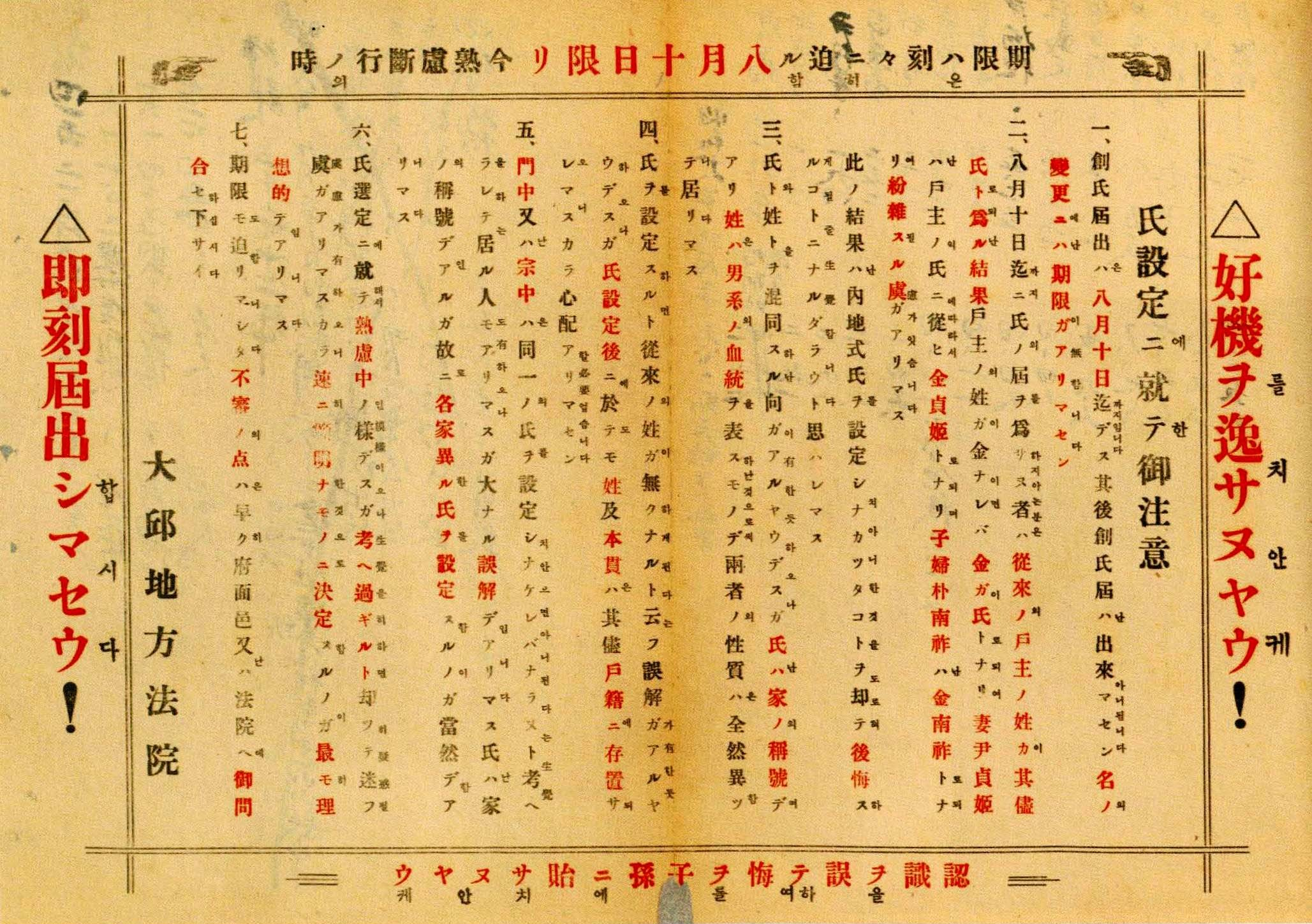
「氏設定についての注意点」に関する大邱地方法院公告。仮名・漢字混じり文で、仮名にハングル訳をつけて、制度の説明をしている

## 朝鮮の戸籍・戦後の引き継ぎ
1894年に日本の指導の下で朝鮮の開化派が甲午改革を行った。この改革で人口把握のために「戸口調査」が開始されるまで、朝鮮半島では住民登録・人口把握が軽視されていた。3年毎の「戸籍」の調査から、「戸口調査」以降は毎年実施されることとなった。3年毎だった李氏朝鮮・大韓帝国の「戸籍」とは、「課税・課役」「小作人や奴婢逃亡抑制」が目的なため、登録漏籍行為は男にした場合のみ処罰対象であり、特に未婚女性は軽視されていた。この李氏朝鮮王家が戸籍業務の主体であった時代は、士大夫家系でない婦子女や幼児、高齢者は登録義務の除外対象と定められていたが、漏籍が処罰対象である「士大夫家系の女性」すら戸籍漏れが多々されていた。
1906年に日本人が朝鮮半島の警察顧問となり、戸口調査費を支給された彼らが戸口調査をするようになった。これによって、580万人とされていた朝鮮半島の人口は調査で980万人と倍いることが判明した。そして、1908年1月から戸口整理は警察機関の管轄となったが、最大の課題は「末端の住民」まで把握することであった。1909年に日本は保護国の大韓帝国に「民籍法」を制定させ、漏洩のない近代戸籍の整備を開始した。朝鮮半島初の近代戸籍である「隆熙戸籍」の整備が終了したのは日韓併合直前の1910年4月である。併合後も民籍法は維持され、朝鮮人に適用された。大正11年（1922年）12月7日制令第13号による朝鮮民事令の改正及びこの改正規定に基づく「朝鮮戸籍令」（大正12年朝鮮総督府令第154号）によることになり、民籍法は廃止された。創氏改名制度の説明通り戸籍記録には「姓」「本貫」は残っているため、戦後の韓国では日本統治時代の戸籍記録を引き継ぐ形で戸籍が用いられた。
1910年日韓併合以降から、一部の朝鮮人が日本内地風の姓名を希望し、届け出をするようになった。そのため、当時の朝鮮総督府は翌1911年11月1日から「朝鮮人ノ姓名改称ニ関スル件」(明治44年朝鮮総督府令第124号)により、治安取締り上の必要から、改称を警務総長又は各道警務部長の許可制とし、その運用で「内地人ニ紛ハシキ姓名(内地人風の紛らわしい姓名)」への改称には厳しい制限をしていた。それを転換し、戸籍に「姓」と「本貫」を残したまま、新たに世帯の「氏」も好きな名称を創設させたのが、1939年（昭和14年）に実施された創氏改名制度である。また、希望者には有料で「名」の変更を認めた。なお、「名」の変更や期限後の創氏は料金1人50銭とされていたが、のちに一家で50銭に引き下げられた。

## 「姓」と「氏」の違い
しばしば混同されるが、創氏改名における、「姓」と「氏」は明確に異なる意味を持つ。朝鮮における本来の「姓」はその一族の出身地である「本貫」とともに、一族の「族譜」という記録簿によって男系に引き継がれた。創氏後も金、朴、李などの「姓」（儒教文化的男系一族の象徴）や本貫は戸籍に付記した上で、日本風の山田など一家の「氏」が新たに創設された。期間中に届け出なければ、法令に基づいて強制的に家長の「姓」(金や朴など)が戸籍上の「氏」とされた。朝鮮人は一般に姓の伝統に強い愛着を持ち、とくに両班階級出身者にとっては誇りや社会的地位と結びついていた。そのため、創氏に抵抗は強く、制度そのものに反対する、届け出を避ける、届け出る場合も本来の姓を氏として届け出たり、それを好まない総督府側の圧力があった場合は今度はむしろ「金」を「金田」とする等の形で元の名を残して届け出るなどの方法に極力務めた者も多い。ともあれ、この制度により氏を創設したのは約8割とされる。陸軍中将になった洪思翊や世界的ダンサー崔承喜も京城覆審法院検事局の検事である閔丙晟も「日本風創氏」をしていない。朝鮮人衆議院議員の朴春琴（東京府4区（本所区・深川区）2期当選）もそのまま朴を用いている。
李氏朝鮮など儒教国では、先祖の祭祀を行う関係上、子孫は先祖の「姓」を引き継ぐものであり、血統が個人の「姓」を決定した。先祖の異なる者が婚姻により家族となっても、各個人の姓は同一にならない。朝鮮・中国・ベトナムなど儒教文化圏が基本的に夫婦別姓なのはこのためである。朝鮮人における「姓」は、父を通じ始祖にまで遡る男系血統を表す。一方、「氏」とは、「家族を表す名称」である（右上のビラ参照）。創氏がおこなわれる以前、朝鮮には家族名という観念は存在せず、「氏」も持っていなかった。
日本と朝鮮には血縁思想の強弱・家族観に差がある。日本ではある一家にとって「よそ者」か「親族」かは戸主が決めるものである。しかし、朝鮮では「男系血統の繋がり」が決めたため、「親子の血統」とは男親とのみを意味した。

## 創氏
創氏とは、すべての朝鮮人に新たに氏（家の名）を創設させ、血統を基礎とする朝鮮の儒教的家族制度のあり方を、家族を基礎とする日本内地の家制度に近いものに変更しようとしたものである。朝鮮では同姓同本貫の者どうしの結婚はタブーであり、一方で血統を重視するため同姓同本貫以外からの養子は従来およそありえなかったが、これにより理屈上、婿養子制度も可能になったとして、同時に導入されることになった。
水野直樹は、朝鮮的な家族制度、特に父系血統にもとづく宗族集団の力を弱め、日本的なイエ制度を導入し、天皇への忠誠心を植え付けることが創氏の真の狙いであったとする。また、創氏改名とほぼ並行して朝鮮では志願制から始まる形で兵役制度が進められていった。水野は創氏改名と兵役制度を結びつける史料はないとして関連性を否定しているが、日本軍が日中戦争により多大な兵員損失に苦しむ中で関東軍出身の南次郎総督のもとで 進められたことから、その後の朝鮮における徴兵制実施の前提となる制度であったとする説も強い。
法制度上の「本名」は新しい「氏名」の方となる。朝鮮側の抵抗の強さが予想されたことや治安対策上の必要から、本貫と姓は戸籍の記載に残されている。創氏改名後は、従来の族譜に基づく姓名は当然学校では通らず、また届け出をせずにいた所、役人になれない、渡航証明をもらえないといった形で官憲から脅された者は存在し、姓名は法的意義を失ったが、姓名自体の存在が積極的に抹消あるいは弾圧の対象になったという明確な事例は報告されていない。もっとも、族譜を瓶に入れて地中に埋めて守ったとの証言も報告されていて、このあたりの研究は進んでいないのが実情である。また、当時は日中戦争さなかで、この後太平洋戦争から日本の敗戦、朝鮮の独立となったため、その後、日本統治下で制度が続いていれば、どのような展開になったかは不明である。

## 強制性の実態
実施開始は1940年の紀元節の2月11日とされた。本来、規定では希望する者に対して実施するとされているが、6か月間の締切内に届け出をせず創氏しなかった者には戸長と同じ姓を氏とするというものであるため、結局、届け出は強制ではないが、創氏自体は最後には自動的・一方的にでもなされる法令上強制的なものである（暴力を用いたという意味ではない）。最終的に創氏されるので届け出を強いる必要もないようにも思われるが、実際には締め切りが近づく8月になるにしたがって強制に転化し、実施率も高くなったとされる。また、本来、姓が主眼であったが、現場実施の担当者・責任者レベルでは姓も名も日本式にするのが良いとされた。また、一文字の多い朝鮮の名を残す名を届け出ようとする者も多かったが、これも完全に日本式にするのが良いとされた。これらは内鮮協和・内鮮一体化の名の下に主張されている。一方で、内地人（日本人）と違って容易には本籍変更が認められず区別を残していること、日本式に変えたからといって差別がなくなるわけでないことを批判して反対する意見も多かった。日本に残る資料では、在日朝鮮人（徴兵に取られた日本人の穴を埋めるため、多数日本に事実上徴用されて来ていた。当然、半島にいずれ帰る者も多かったと思われる。）について、特高警察が「之等分子の言動は閑却を許さざる所なり」と述べている。
民事令改正以降、半島の全朝鮮人世帯4,008,900の内、3,505,600が改姓した。実施率は87.4%と極めて高く、樋口雄一はこれを強権的に実行されたためとしている。（ただ、届け出をしたものが87.4%なのか、戸籍化率が87.4%なのか、明瞭でない）。
在日朝鮮人の場合、地域の警察署長が長を務め、特高課長が幹事長を務める協和会が創氏改名を多数の指導員を通して進めたが、樋口雄一は、伊丹支会の例で半島より進まなかったこと、それでも1941年になると米の配給制や衣料切符制のために生活できなくなるため、同年の半ば頃には殆どの朝鮮人が日本式の姓を持たざるを得なかったことを報告している。

### 手続
創氏には「設定創氏」と「法定創氏」があった。

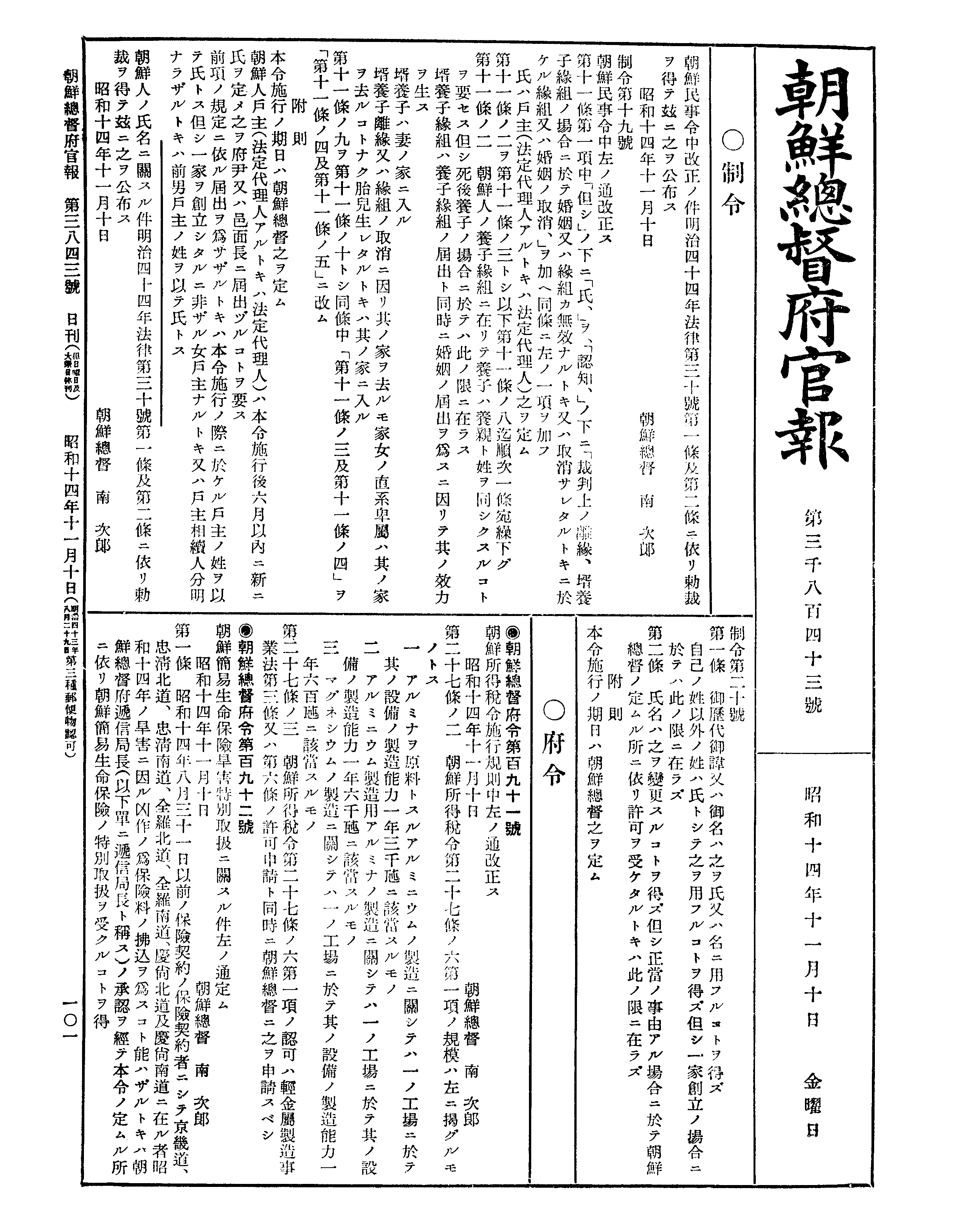
1939年（昭和14年）11月10日付け『朝鮮総督府官報』第1面。創氏改名に関係する2本の制令が掲載されている。

「設定創氏」とは1940年2月より8月の設定期間中に、窓口の自治体役場に届出された氏である。（伊藤や井上など）日本風の氏を新設して届け出る者が大半だった。もともとの自分の姓を設定創氏する届は受理されなかったと推測する研究者もいるが、自分の姓を設定創氏する届も受理されている例も存在している。なお設定創氏において自己の姓以外の姓を設定創氏することは禁止されている（例えば李〇〇が金○○となること）。
氏の届出は、1940年2月11日から8月10日までの6ヶ月であったが、1940年4月の道知事会議で「きたる7月20日迄に全戸数の氏届出を完了する様特段の配慮相成りたし」などの訓示があり、行政側が推進することとなった。以後、2月0.4% 3月1.5% 4月4% 5月12% 6月27% 7月53% 8月80%と、4月を境に急上昇に転じている。そして、最終的に朝鮮の全戸の約8割が氏を届け出、設定創氏を行った。一方、日本内地に在住していた朝鮮人で設定創氏をした者の割合は14.2%にとどまった。
一方、「法定創氏」とは、上記期間内に自発的に届出をしなかった残余の者につき、従来の姓をそのまま氏としたものである。これにより、創氏政策は本人の意向に関わりなく、全ての朝鮮人民に適用された。創氏で夫婦同氏制が導入されたため、法定創氏でも既婚女性は本人の意思に関わらず個人名が変更された（例:戸主の朴○○の妻である金××は、創氏後は朴××となった）。

## 改名
一方「改名」は強制ではなく、希望者が任意で申請するものであった。
従来、姓名の変更には裁判所の許可が必要であった。これを届出のみで変更できるよう、創氏と同時に法制化されたものが改名である。実施期間の定めは無く、そのため設定創氏の届出期間経過後も、朝鮮式の名を比較的簡易な届出で日本名に改名することが可能になった。また設定創氏した者が、日本式の氏に合うよう下の名前を改名することができた。改名は任意で希望者のみであるため、提出書類は「改名許可願書」と題され、また当時としては安くない1人50銭の手数料が必要であった。創氏と同時に改名した者の割合は9.6%であった。
水野直樹によると、内鮮一体の立場から朝鮮人に日本式氏名を名乗らせることに積極的な朝鮮総督府に対し、警務局は治安問題等から創氏改名に反対しており、それは日本人と朝鮮人との識別ができなくなるという理由からで、そのような反対意見に配慮する形で、「朝鮮的」な名を残すために改名については許可制としたのではないかとしている。

## 朝鮮の姓名における同姓同名問題
創氏改名が行われる前の1934年、朝鮮総督府中枢院は「朝鮮の姓名氏族に関する研究調査」を出版した。その本の中で、以下のように述べている。
1934年時点で朝鮮では姓の数が約326しか存在しておらず、また「金」「李」「崔」など数個の特定姓のみ多いため、人口増による同姓同名が多発が問題となっていた。朝鮮総督府は姓の本来の役目である、他者との区別が喪失しており、郵便配達、納税通知、裁判など官公の公事、民間において、多数の不便をきたしていたと残している。

## 現代韓国における姓と「創姓創本」
日本の名字が約30万種であるのに対して、2000年の韓国統計庁の人口住宅総調査によると、韓国の名字は286種である。そして、「金・李・朴・崔・鄭」の5大姓が大多数を占める。

大韓民国の姓の分布（2000年）
金
李
朴
崔
鄭

金：21.6％、李：14.8％、朴：8.5％、崔：4.7％、鄭：4.4％で合計54％、その他：46%である。「10大姓」までにすると、64.1％を占める。韓国では外国人帰化者が「韓国風の名前」への姓名の変更を希望申請した際には、名字と本貫を新たにつくる「創姓創本」が義務付けている。やり方としては、変更先として希望する本貫と姓を書いた「創姓創本の申請許可書」を家庭裁判所に提出すると約1カ月後に許可決定文を受けれる。内国人(産まれながらの韓国人)は家族関係登録簿がないようなレアケースでのみ創姓創本が可能である一方、外国人は帰化後に望む場合は特に欠格事由がない限り、簡単に新しい氏の「始祖」になることができる。
2012年12月から2013年11月の間で韓国国籍取得者による創姓創本申請7578件が受理された。同期間中月平均で換算すると申請数は毎月約632件となっている。中央日報は申請者の大半は韓国人的でない名前のために目立つのが嫌だという理由であり、平凡な韓国人性が好まれるとしている。そのため、2012年1月～2013年2月末の間で変更先として多い順には「金」（1893人）、「李」（1425人）、「朴」（470人）、「張」（264人）、「崔」（262人）が上位5姓となっている。ソン・ジヨン法務士(韓国における司法書士)は「韓国人の視線や発音が難しいという生活上の困難のために創姓創本をするケースが多いため」と明かしている。このような韓国で変更理由として多い差別を理由にした例として、中央日報は韓国人男性と結婚し、2008年8月に帰化したが、子供が学校に通う年齢になるまでは従来の姓名のままであったフィリピン人女性のケースを紹介している。この女性は子供が学校に通う年間になって、自身の名前で「混血」という事実が同級生らに知られたことで校内で子供たちが仲間はずれにされたことで変更を決意し、2013年9月にソウル家庭裁判所に、「漢陽（ハニャン）」を本貫、「禹（ウ）」を姓とする変更申請許可書を提出したと報道されている。

## 無効宣言
米軍軍政下の南朝鮮では1946年10月23日の朝鮮姓名復旧令（軍政庁法令122号）により、戸籍に掲載された創氏改名を遡及無効とし、戸籍上の日本名を抹消した。ソ連軍軍政下の北朝鮮でも同様の法的措置がとられ、朝鮮人の日本名はわずか5年あまりで戸籍から消滅した。また婿養子は、1949年の大法院判決で「成立当初から無効」と判決された。
日本の内地で日本名で生活していた朝鮮人も、本国における戸籍上の本名は民族名に戻ることとなった。しかし戦後も内地に残留した者、およびその子孫である在日韓国朝鮮人の多数が、現在でも当時の日本姓を通名として使用している。

## 「強制性」論争
「創氏制度」は王族など特殊な例外を除き、全朝鮮人民に法規で適用されたものであった。金や朴などの朝鮮名から、設定創氏や改名制度による伊藤や井上など日本風の名への変更が強制であったかについては論争がある。

### 強制説
「朝鮮総督府が皇民化政策の立場から、朝鮮名を奪い、日本人のような氏名を名乗るよう強制した」とする説。 韓国の圧倒的多数の論者、北朝鮮の政府見解、日本の左派のマスコミ、歴史学者、政治家、市民団体、進歩的文化人に支持されている説。この説は、夫婦同姓義務と改名の権利という創氏改名が、「日本風の氏名への変更義務」への誤解がされていて、そもそも名の改名まで義務と誤解しているなど問題であった。日本では左派の数自体は少なかったものの、主張の影響力は強く、過去の日本の歴史教科書のほとんどが、この立場に沿った記述していたが、是正されている。
彼らは日本名への変更は法規で一律に強制されたものとしているが、日本名への改名は法的強制ではなかった。「事実上の」強制があったとする意見は、当局が消極的だった内地に比べ、朝鮮半島で8割もの者が設定創氏をした理由は、朝鮮総督府下の行政機関が設定創氏しない者に対し、様々な許認可や職業上、また子弟の就学等の面で不利益を与え、圧力を加えて届出を強要し、創氏反対の言説を取り締まった結果であるとしている。
創氏の夫婦同姓への抵抗として同制度を揶揄するような氏を提出しようとする者も複数いた。慶尚南道東莱邑の檜山錫斗(元の朝鮮名は不明）は、「昭和十七年十一月二日釜山府寿町福成旅館庭先に於て金光今述外二名に対し、『一昨年自分は犬の子と創氏して東莱副邑長に書類を差出したら、何故犬の子と創氏するかと理由を問うので、自分は朝鮮人は変姓せば犬の子、牛の子と呼ばれるから、創氏は変姓であるから犬の子と創氏したと答えたら、副邑長は自分を叱り、もし斯様な事を警察に知られたら貴殿は処罰されるから改めて届出よと云われ、檜山と創氏したが、朝鮮人は存在がない』と放言」したとして、懲役六ヵ月の判決を受けたと記録されている。
また、総督府に対しては、「朝鮮風習を保護すべし、氏制度を中止すべし」といった趣旨の投書の他に「天皇族皆殺郎」や「昭和亡太郎」といった日本名を提案し、「こうした名前に創氏するのは許可されるのか」と書いた葉書が送られた。
なお、済州島では同姓同名の不便のために創氏改名より前の大正時代に一部の半強制的な改名が存在したとされる。朝鮮総督府中枢院が1934年に出版した『朝鮮の姓名氏族に関する研究調査』には、「済州島に於ては大正年代、右の不便を除くべく、戸主の同姓同名の者は其里内を限りて、悉く諭して改名せしめし事ありたり」との記述がある。

### 自発的受容説
国内外における日本内地人との差別を回避するために、自発的に創氏改名を受け入れたとする説。また法的に日本風の氏名変更を強制はしておらず、あくまで戸主の判断に委ねていたという説。これは朝鮮人が濫りに日本名を名乗ることを制限した上述の総督府令第124号の存在や、設定創氏を行わず、朝鮮風の姓で法定創氏された人々が相当の比率で存在したことを根拠にしている。
内地人式の「氏」に設定創氏をしなかった著名人として、陸軍中将洪思翊や陸軍大佐金錫源、満州国軍中尉白善燁、舞踏家の崔承喜、東京府から出馬して2度衆議院議員に当選した朴春琴などがいた。
自発的受容説をとる日本の政治家等がその旨の発言を行ったことで、韓国との間で外交問題に発展したケースもある。2003年5月31日、麻生太郎・自民党政調会長（当時）が東大における講演会で「創氏改名は朝鮮人が望んだ」と発言した。韓国紙がこの発言を大きく取り上げて批判的に報道し、韓国政府は謝罪を求める談話を発表。盧武鉉大統領の訪日を直前に控えていたこともあり、麻生は発言を謝罪した。『別冊正論』によると、この件について自民党総務会で野中広務が麻生を批判した際、その場にいた奥野誠亮が「野中君、君は若いから知らないかもしれないが、麻生君が言うことは100％正解だよ。朝鮮名のままだと商売がやりにくかった。そういう訴えが多かったので、創氏改名に踏み切った。判子をついたのは内務官僚、この私なんだ」と述べたという。

### 強制説への批判
文定昌『軍国日本朝鮮強占三十六年史（下巻）』では、
一、創氏しない者の子弟にたいしては各級学校への入学・進学を拒否する。
二、創氏しない児童にたいして、日本人教師は理由もなく叱責・殴打し、児童をして父母に哀訴させ創氏させる。
三、創氏しない者は、公私を問わず、総督府関係の機関にいっさい採用しない、また現職者も漸次罷免措置をとる。
四、創氏をしない者にたいしては、行政機関でおこなうすべての事務の取扱をしない。
五、創氏しない者は非国民あるいは不逞鮮人と断定して、警察手帳に記入し、査察・尾行などを徹底的にするとともに、あるいは優先的に労務徴用の対象としたり、食糧その他物資の配給対象から除外する。
六、創氏をしない者の名前の書かれている荷物は鉄道局や丸星運送店で取扱わない。
が六項目が強制の事例とされているが、金英達は、文定昌の著書は崔獨鵑『浪漫時代』からのつまみ食いと思われる内容であり実証性に欠け、強要手段として列挙している6項目は文定晶自身の体験・見聞なのか、誰の回顧談なのか、一切明示されておらず根拠が曖昧、と批判している。

## 改名希望有無の各参考例
|                                                                                             | 出身地・同族名 | 家族名 | 個人名 |          |          |
|                                                                                             | （本貫・姓）   | （氏） | （名） | （姓名） | （氏名） |
| ------------------------------------------------------------------------------------------- | -------------- | ------ | ------ | -------- | -------- |
| 1909年以前 族譜に記録（族譜は本家の長老が管理。女性は名前を持たず、姓のない国民も大勢いた） |                |        |        |          |          |
| 夫                                                                                          | 金海・金       | （無） | 武鉉   | 金武鉉   | （無）   |
| 妻                                                                                          | 慶州・李       | （無） | （無） | （無）   | （無）   |
| 1909年以降 民籍法制定（姓の無い国民は日本名を付けたりした。例東京太郎）                     |                |        |        |          |          |
| 夫                                                                                          | 金海・金       | （無） | 武鉉   | 金武鉉   | （無）   |
| 妻                                                                                          | 慶州・李       | （無） | 撫兒   | 李撫兒   | （無）   |
| 1940年以降 創氏の義務化と改名の許可（法律名の変更 姓名→氏名）                               |                |        |        |          |          |
| ・法定創氏（無届の場合。自動的に父方の姓が氏として登録された）                              |                |        |        |          |          |
| 夫                                                                                          | 金海・金       | 金     | 武鉉   | 金武鉉   | 金武鉉   |
| 妻                                                                                          | 慶州・李       | 金     | 撫兒   | 李撫兒   | 金撫兒   |
| ・設定創氏（日本式の氏を希望した場合）                                                      |                |        |        |          |          |
| 夫                                                                                          | 金海・金       | 大和   | 武鉉   | 金武鉉   | 大和武鉉 |
| 妻                                                                                          | 慶州・李       | 大和   | 撫兒   | 李撫兒   | 大和撫兒 |
| ・設定創氏＋改名（日本式の氏名を希望した場合。改名は手数料を払えば許可された）              |                |        |        |          |          |
| 夫                                                                                          | 金海・金       | 大和   | 武男   | 金武男   | 大和武男 |
| 妻                                                                                          | 慶州・李       | 大和   | 撫子   | 李撫子   | 大和撫子 |
| 1946年以降 朝鮮姓名復旧令                                                                   |                |        |        |          |          |
| 夫                                                                                          | 金海・金       | （無） | 武鉉   | 金武鉉   | （無）   |
| 妻                                                                                          | 慶州・李       | （無） | 撫兒   | 李撫兒   | （無）   |

- 子供は夫の本貫及び姓を継承する。
- 未婚女性の子供は女性の本貫及び姓を継承する。
- 出身地及び同族名（姓）は結婚しても一生変えることは出来ない。
- 朝鮮の慣習法では同姓同本、8親等以内の血族、6親等以内の血族の配偶者であった者[注釈 11]は結婚できない。

## 関連作品
小説
- 梶山季之『李朝残影』講談社〈講談社文庫〉、1978年1月26日。ISBN 978-4-06-131428-3。（電子版あり）
- 梶山季之『族譜・李朝残影』岩波書店〈岩波現代文庫／文芸123〉、2007年8月17日。ISBN 9784006021238。

映画
- 『族譜』（1978年、イム・グォンテク監督）